# Divlje Svinje
Divlje Svinje (poznate i kao Wild Pigs) navijačka su skupina iz Zaprešića, koja podržava Inker-Zaprešić.

## Povijest
Početci Divljih Svinja sežu u 1990., kada je skupina navijača koja je bila naoružana bakljama izašla u novinama. "Divlje Svinje" većinom su bili Bad Blue Boysi koji su tražili nove izazove. Uslijedile su utakmice protiv BSK-a, Neretve i Zagreba, a na tim utakmicama se skupini pridruživalo sve više i više ljudi.
Krajem 1990. počinje se s organiziranim navijanjem. Divlje Svinje dobivaju sve veću potporu grada Zaprešića, kao i građana. Godine 1991. Divlje Svinje registrirane su kao društvo građana u Zaprešiću.
Godine 1997., naslutivši da Interu nema spasa od ispadanja, ljudi su počeli izlaziti iz skupine, a oni koji su ostali gubili su strpljenje. Kada je Inter ispao iz Prve HNL, skupina se nedostatkom ljudi, volje i novaca raspala.

## Novije vrijeme
Skupina se ponovno sastala 2003., kada se Inter vratio u Prvu HNL te se borio za prvo mjesto. Skupina je svakom utakmicom bila sve veća i veća, da bi se rekordan broj navijača okupio na domaćoj utakmici protiv Hajduka – više od 2000 navijača.
Divlje Svinje skupile su novac za kupnju tiskarskog stroja. Išlo se na svaku utakmicu, bilo na domaćem stadionu, bilo na gostovanju. Osnovan je fan klub, koji je već u prvom mjesecu postojanja skupio oko 1000 članova.
Godine 2006. Inter je ponovno ispao iz lige. Ovaj se put skupina nije raspala, već se uspjela uz poteškoće održati do Interova povratka u Prvu HNL. Razdoblje u kojemu su se Divlje Svinje pokazale u najboljem izdanju je bila sezona 2012./2013. provedena u 1. HNL u kojoj su išli i na gostovanja u Vinkovce, Zadar, Osijek, Zagreb, Koprivnicu boreći se za opstanak u ligi, te 2013./2014. provedenu u 2. HNL gdje su također organizirano odlazili na gostovanja. U 2015. prestaju s navijanjem.
2019. je grupa mladih ponovno pokrenula organizirano navijanje, no uskoro klub odlazi u stečaj te je osnovan novi NK Inker Zaprešić 2022. godine.

## Povratak Divljih Svinja
Nakon stanke od 3-4 godine, manja grupa od otprilike 15, većinom mlađih navijača, odlučila je vratiti Divlje Svinje na stadion u Zaprešiću, te počinju aktivno djelovati na domaćim utakmicama od sezone 2018./19.   

## Vanjske poveznice
- Povijest Divljih Svinja